# Tammukkajärvi (Gällivare socken, Lappland, 752911-165430)
Tammukkajärvi är en sjö i Gällivare kommun i Lappland och ingår i Kalixälvens huvudavrinningsområde. Sjön har en area på 0,0728 kvadratkilometer och ligger 590 meter över havet.

## Delavrinningsområde
Tammukkajärvi ingår i det delavrinningsområde (753140-165260) som SMHI kallar för Mynnar i Paittasjärvi. Medelhöjden är 659 meter över havet och ytan är 51,18 kvadratkilometer. Det finns inga avrinningsområden uppströms utan avrinningsområdet är högsta punkten. Råvejåkka som avvattnar avrinningsområdet har biflödesordning 3, vilket innebär att vattnet flödar genom totalt 3 vattendrag innan det når havet efter 368 kilometer. Avrinningsområdet består mestadels av skog (66 procent) och kalfjäll (27 procent). Avrinningsområdet har 0,75 kvadratkilometer vattenytor vilket ger det en sjöprocent på 1,5 procent.